# Radiale Gliazelle
|  | Dieser Artikel wurde aufgrund von formalen oder inhaltlichen Mängeln in der Qualitätssicherung Biologie zur Verbesserung eingetragen. Dies geschieht, um die Qualität der Biologie-Artikel auf ein akzeptables Niveau zu bringen. Bitte hilf mit, diesen Artikel zu verbessern! Artikel, die nicht signifikant verbessert werden, können gegebenenfalls gelöscht werden. Lies dazu auch die näheren Informationen in den Mindestanforderungen an Biologie-Artikel. |

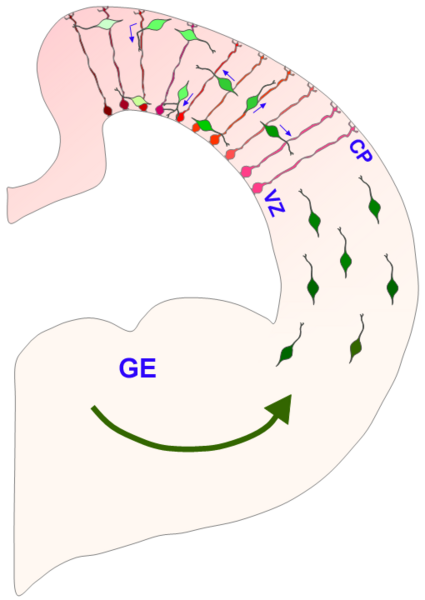
Interneuronale-Radial-Glia-Wechselwirkungen in der sich entwickelnden Hirnrinde

Radiale Gliazellen sind Vorläuferzellen von Neuronen und Gliazellen welche sich bei der Entwicklung des Nervensystems von Vertebraten auffinden lassen. Der Großteil der Neuronen des adulten Gehirns stammt direkt oder indirekt von Radialen Gliazellen ab.

## Eigenschaften
Radiale Gliazellen zeichnen sich durch ihre langen radialen Fortsätze aus, welche sich von der Ventrikularzone bis zur Oberfläche der Pia mater erstrecken. Sie weisen eine apikal basale Polarität auf.

### Zellteilung
Radiale Gliazellen können sich symmetrisch und asymmetrisch teilen. Bei einer vertikalen Teilung, bei der die apikalen und basalen Zellbestandteile gleichmäßig auf die Tochterzellen verteilt werden, spricht man von einer symmetrisch-proliferativen Teilung. Bei einer horizontalen Teilung, bei der die apikalen und basalen Zellbestandteile ungleich auf die Tochterzellen verteilt werden, spricht man von einer asymmetrisch-neurogenen Zellteilung. Weiterhin können auch vertikale Teilungen zu asymmetrischen Teilungen führen, wenn die Schnittebene nicht die apikale Plasmamembran teilt.

### „Snare“-Proteine
„Snare“-Proteine vermitteln die Membranfusion in der Zytokinese. Bei einer symmetrischen Teilung verschmilzt im Zuge der „Snare“-vermittelten Membranfusion, die basale Membran mit der apikalen Membran. Bei einer asymmetrischen Teilung verschmilzt hingegen die basale Membran mit der basalen lateralen Membran.

### „Interkinetic Nuclear Migration“
Ein Kennzeichen von radialen Gliazellen ist die Wanderung des Zellkerns während des Zellzyklus. Dieser Prozess wird als „Interkinetic Nuclear Migration“ bezeichnet.

### Zellzykluslänge
Die Entwicklung von radialen Gliazellen von proliferativen Teilungen zu Teilungen, aus denen Neuronen hervorgehen, ist assoziiert mit einem Anwachsen der Länge des Zellzyklus dieser Zellen. Ein Anstieg des Anteils derjeniger Zellen, aus denen Neuronen hervorgehen, korreliert mit einem Anstieg der durchschnittlichen Zellzykluslänge der radialen Gliazellen. Die Zellzykluslängen-Hypothese besagt, dass Zeit ein wichtiger Faktor für das Schicksal der Zellen ist.

## Funktion
Radiale Gliazellen fungieren als neuronale Stammzellen. Aus ihnen gehen, in Abhängigkeit von ihrem Ort und ihrer Entwicklungsphase, Neuronen und Gliazellen hervor. Weiterhin gehen aus radialen Gliazellen Vorläuferzellen hervor. Die langen Fortsätze der radialen Gliazellen dienen als Gerüst für wandernde Neuronen.

## Entwicklung
Radiale Gliazellen entstehen aus Neuroepithel-Zellen.

## Geschichte
Von Camillo Golgi entdeckt. 1889 wurden Radiale Gliazellen von Wilhelm His im sich entwickelnden Rückenmark beschrieben und als Spongioblasten bezeichnet.

## Medizinische Aspekte
Für die Therapie von neurodegenerativen Krankheiten sind die Nischen der Neurogenese im adulten Säugergehirn relevant.